# Friedrich Brandes (Dirigent)
Friedrich Brandes (* 18. November 1864 in Aschersleben; † 20. November 1940 in Dresden) war ein deutscher Dirigent.

Friedrich Brandes, um 1899

Brandes besuchte das Gymnasium in Köthen, studierte von Michaeli 1886 bis Ostern 1891 in Leipzig. Seit dieser Zeit war er Mitglied der Leipziger Universitäts-Sängerschaft zu St. Pauli in Mainz (Deutsche Sängerschaft). Brandes war von 1898 bis 1922 als Dirigent des Dresdner Gesangvereins tätig. Von 1908 bis 1930 wirkte er an der Universität Leipzig als Universitätsmusikdirektor und als Leiter der Universitäts-Sängerschaft St. Pauli.
Als Komponist verfasste er vor allem Männerchor-Lieder und Klavierstücke.
Brandes war von 1911 bis 1919 Redakteur der Neuen Zeitschrift für Musik.